# Justine Fedronic
Justine Fedronic (ur. 11 maja 1991) – francuska lekkoatletka specjalizująca się w biegach średnich. 
W 2013 startowała na młodzieżowych mistrzostwach Europy, podczas których zajęła 5. miejsce w biegu na 800 metrów, a wraz z koleżankami ze sztafety 4 × 400 metrów sięgnęła po brązowy medal. Szósta zawodniczka IAAF World Relays w biegu rozstawnym 4 × 800 metrów (2014).
Medalistka mistrzostw Francji oraz reprezentantka kraju na drużynowych mistrzostwach Europy. Stawała na podium mistrzostw NCAA.

## Osiągnięcia
| Rok  | Impreza                                 | Miejsce        | Konkurencja             | Lokata      | Wynik   |
| ---- | --------------------------------------- | -------------- | ----------------------- | ----------- | ------- |
| 2013 | Młodzieżowe mistrzostwa Europy          | Tampere        | bieg na 800 metrów      | 5. miejsce  | 2:04,49 |
| 2013 | Młodzieżowe mistrzostwa Europy          | Tampere        | sztafeta 4 × 400 metrów | 3. miejsce  | 3:30,64 |
| 2014 | IAAF World Relays                       | Nassau         | sztafeta 4 × 800 metrów | 6. miejsce  | 8:17,54 |
| 2014 | Superliga drużynowych mistrzostw Europy | Brunszwik      | bieg na 1500 metrów     | 10. miejsce | 4:19,10 |
| 2014 | Mistrzostwa Europy                      | Zurych         | bieg na 800 metrów      | półfinał    | 2:04,39 |
| 2016 | Mistrzostwa Europy                      | Amsterdam      | bieg na 800 metrów      | –           | DNS     |
| 2016 | Igrzyska olimpijskie                    | Rio de Janeiro | bieg na 800 metrów      | eliminacje  | 2:02,73 |

## Rekordy życiowe
- Bieg na 800 metrów (stadion) – 1:59,86 (2016)
- Bieg na 800 metrów (hala) – 2:01,36 (2017)
- Bieg na 1500 metrów – 4:14,69 (2013)

25 maja 2014 weszła w skład francuskiej sztafety 4 × 800 metrów, która czasem 8:17,54 ustanowiła aktualny rekord Francji na tym dystansie.